# انباشت سیستین
سیستین‌انباشت یا سیستینوزیس (به انگلیسی: Cystinosis)، بیماری ذخیرهٔ لیزوزومال است که مشخصه‌اش انباشت غیرطبیعی اسید آمینه سیستین (به انگلیسی: cystine) می‌باشد. این بیماری یک اختلال ژنتیکی است که معمولاً از الگوی وراثت اتوزومال مغلوب پیروی می‌کند. سیستینوزیس شایع‌ترین علت ایجاد سندروم فانکونی در اطفال است.
سندروم فانکونی هنگامی رخ می‌دهد که سلول‌های توبول‌های کلیوی دچار اختلال شوند که در نتیجه آن مقدار زیادی کربوهیدرات و اسید آمینه از طریق ادرار دفع می‌شوند و ادرار بیش از اندازه خواهد بود و سطح پتاسیم و فسفات خون کاهش می یابد.

## تشخیص
سیستینوزیس یک اختلال نادر ژنتیکی است که باعث انباشت اسید آمینه سیستین درداخل سلول‌ها و تشکیل کریستال می‌گردد که این کریستال‌ها به سلول‌ها آسیب می‌رسانند. این کریستال‌ها اثرات منفی نیز بر روی سیستم‌های بدن مخصوصاً کلیه‌ها و چشم‌ها دارند.
انباشته شدن سیستین در سلول‌ها به علت اشکال در انتقال سیستین از لیزوزوم ها ایجاد می‌شود که در نهایت منجر به تجمع گسترده سیستین در لیزوزوم بافت‌ها می‌گردد. به نظر می‌رسد که سیستین موجود در لیزوزوم‌ها توسط سیستم ناشناخته‌ای باعث تشدید عمل آپوپتوز می‌شود و سلول‌ها را دچار مرگ کرده و در نهایت منجر به کاهش سلول‌های اپی تلیال کلیوی می‌شوند. این تغییرات در سندروم فانکونی و در دیگر بافت‌ها می‌تواند سبب کوتاهی قد و رتینوپاتی گردد که از ویژگی‌های این بیماری است.
برای تشخیص قطعی و نظارت بر درمان این بیماری باید سطح سیستین گلبول‌های سفید به‌طور مداوم از طریق طیف سنج جرمی اندازه‌گیری گردد.

## علایم
بیماری سیستینوزیس با اندکی تفاوت در علایم، به سه شکل وجود دارد: ١. سیستینوزیس نفروپاتیک 
٢. سیستینوزیس متوسط ٣. سیستینوزیس چشمی یا غیر نفروپاتیک.
نوزادان مبتلا به سیستینوزیس نفروپاتیک رشد ضعیفی داشته و مخصوصاً مشکلات کلیوی در آن‌ها بروز می‌کند (بعضی مواقع به این گروه سندروم فانکونی گفته می‌شود). مشکلات کلیوی منجر به کاهش مواد معدنی مهم، املاح، مایعات و مواد مغذی دیگر می‌گردد. کاهش مواد مغذی نه تنها باعث تضعیف رشد می‌شود بلکه منجر به نرمی استخوان‌ها نیز می‌گردد. این نرمی استخوان‌ها مخصوصاً در پاها بروز می‌کند. عدم تعادل مواد مغذی در بدن باعث پر ادراری، تشنگی، کاهش آب بدن و اسیدی شدن خون (اسیدوز) می‌شود.
کریستال‌های سیستین در حدود دو سالگی ممکن است در قرنیه ظاهر شوند که ایجاد این کریستال‌ها در چشم باعث افزایش حساسیت به نور می‌گردد.(فوتو فوبیا).
بچه‌های مبتلا به سیستینوزیس اگر درمان نشوند تا حدود ده سالگی کلیه هایشان را از دست می‌دهند. از دیگر علایمی که در بیماران درمان نشده بروز می‌کند می‌توان به زوال عضلات، کوری، نا توانی در بلع، دیابت، کم کاری تیروئید و مشکلات دستگاه عصبی اشاره کرد.
در سیستینوزیس متوسط، علایم مانند سیستینوزیس نفروپاتیک است با این تفاوت که در سنین بالاتر (١٢ تا ١٥سالگی) خود را نشان می‌دهد. از ویژگی‌های ابتدایی و اصلی سیستینوزیس متوسط، اختلال در کار کلیه‌ها و وجود کریستال در قرنیه می‌باشد. اگر سیستینوزیس متوسط درمان نشود، کلیه‌ها در اواخر نوجوانی تا اواسط ٢٠ سالگی به‌طور کامل از کار می افتند.
در افراد مبتلا به سیستینوزیس غیر نفروپاتیک (چشمی)، اختلال در رشد یا از کار افتادن کلیه‌ها دیده نمی‌شود بلکه تنها علامت موجود در آن‌ها، نور گریزی(فوتو فوبیا) می‌باشد که به علت تجمع cystine در قرنیه رخ می‌دهد.

## ژنتیک
بیماری سیستینوزیس به علت جهش در ژن CTNS واقع در کروموزوم ١٧ روی می‌دهد که با cystinosin کد می‌شود و ناقل سیستین لیزوزومال است.
شروع علایم در ٣ تا ١٨ ماهگی با پر ادراری، رشد ضعیف و نور گریزی آغاز می‌شود و در نوع نفرو پاتیک در ٦ سالگی کلیه‌ها هم از کار می افتند.
همه اشکال سیستینوزیس اتوزومال مغلوب هستند؛ به این معنی که این ویژگی در ژن اتوزوم قرار دارد و فردی که دو نسخه از ژن‌های والدین را به ارث ببرد دچار این اختلال خواهد شد. هنگامی که پدر و مادر دارای این ویژگی اتوزومال مغلوب باشند، ٢٥ درصد بچه‌ها دچار این اختلال خواهند شد. 
از هر١٠٠هزار تا ٢٠٠هزار نوزاد یک نفر به این بیماری دچار می‌شود و در جهان تنها ٢٠٠٠ فرد مبتلا به این بیماری شناخته شده‌است.

## درمان
سیستینوزیس به‌طور معمول با دارویی به نام سیستیمین (cysteamine) (با نام تجاری cystagon) درمان می‌شود. این دارو می‌تواند مقدار سیستین داخل سلول‌ها را کاهش دهد. سیستیمین در داخل لیزوزوم‌ها با سیستین واکنش انجام داده و به شکل سیستین و کمپلکس cysteine-cysteamine در می‌آید که سیستین به این شکل قادر به ترک لیزوزوم‌ها خواهد بود. هنگامی که سیستیمین به‌طور منظم مقدار سیستین ذخیره شده در لیزوزوم‌ها را کاهش داد، عملکرد کلیه‌ها و رشد بهبود می یابد. قطره‌های چشمی سیستیمین باعث حذف کریستال‌های سیستین در قرنیه شده و سبب رفع نور گریزی می‌شود.
بیماران مبتلا به سیستینوزیس اغلب برای درمان اسیدوز خونشان سدیم سیترات و مکمل پتاسیم و فسفر دریافت می‌کنند. در این بیماری اگر کلیه‌ها به‌طور قابل توجهی تخریب شده باشند آنگاه بهترین درمان برای ادامه حیات پیوند کلیه است.